# هیوران (بازیکن فوتبال)
هیوران (انگلیسی: Hyoran؛ زادهٔ ۲۵ مهٔ ۱۹۹۳) بازیکن فوتبال اهل برزیل است.
از باشگاه‌هایی که در آن بازی کرده‌است می‌توان به باشگاه فوتبال شاپه‌کوئنزه و باشگاه فوتبال کورینتیانس اشاره کرد.